# Memoriał Alfreda Smoczyka 1975
XXV Memoriał Alfreda Smoczyka odbył się 5 października 1975 r. Wygrał Jerzy Rembas.

## Wyniki
- 5 października 1975 r. (niedziela), Stadion im. Alfreda Smoczyka (Leszno)
- Najlepszy czas dnia: Bogusław Nowak – 75,00 sek. w 4 wyścigu

| Msc. | Zawodnik                | Klub / Kraj          | Pkt |              |  |
| ---- | ----------------------- | -------------------- | --- | ------------ |  |
| 1    | (12) Jerzy Rembas       | Stal Gorzów Wlkp.    | 14  | (2,3,3,3,3)  |  |
| 2    | (10) Mariusz Okoniewski | Unia Leszno          | 13  | (3,3,3,1,3)  |  |
| 3    | (9) Władimir Paznikow   | ZSRR                 | 12  | (1,3,3,3,2)  |  |
| 4    | (5) Ryszard Jany        | Sparta Wrocław       | 11  | (3,2,1,2,3)  |  |
| 5    | (16) Bogusław Nowak     | Stal Gorzów Wlkp.    | 10  | (3,2,2,u,3)  |  |
| 6    | (6) Jerzy Wilim         | ROW Rybnik           | 9   | (2,2,1,2,2)  |  |
| 7    | (3) Wiktor Kuzniecow    | ZSRR                 | 8   | (2,3,0,3,u)  |  |
| 8    | (15) Bernard Jąder      | Unia Leszno          | 8   | (2,2,2,w,2)  |  |
| 9    | (1) Jerzy Kowalski      | Unia Leszno          | 7   | (1,1,3,2,d)  |  |
| 10   | (11) Szamin Nigmatulin  | ZSRR                 | 5   | (0,0,0,3,2)  |  |
| 11   | (2) Bolesław Proch      | Falubaz Zielona Góra | 5   | (3,0,0,1,1)  |  |
| 12   | (14) Andrzej Wyglenda   | ROW Rybnik           | 5   | (1,1,2,1,d)  |  |
| 13   | (7) Zygmunt Słowiński   | Sparta Wrocław       | 3   | (1,1,1,0,d)  |  |
| 14   | (4) Anatolij Kuźmin     | ZSRR                 | 3   | (0,1,d,1,1)  |  |
| 15   | (8) Zbigniew Jąder      | Unia Leszno          | 2   | (0,d,1,u,1)  |  |
| 16   | (13) Eugeniusz Błaszak  | Start Gniezno        | 0   | (ns,-,-,-,-) |  |
|      | (R1) Antoni Heliński    | Unia Leszno          | 5   | (0,2,2,1)    |  |

## Bieg po biegu
1. (75,90) Proch, Kuzniecow, J. Kowalski, Kuźmin
2. (76,70) Jany, Wilim, Słowiński, Zb. Jąder
3. (75,10) M. Okoniewski, Rembas, Paznikow, Nigmatulin
4. (75,00) B. Nowak, B. Jąder, Wyglenda, Błaszak (ns)
5. (77,00) Paznikow, Jany, J. Kowalski, A. Heliński / A. Heliński za Błaszaka
6. (77,00) M. Okoniewski, Wilim, Wyglenda, Proch
7. (75,20) Kuzniecow, B. Jąder, Słowiński, Nigmatulin
8. (75,20) Rembas, B. Nowak, Kuźmin, Zb. Jąder (d)
9. (80,20) J. Kowalski, B. Nowak, Wilim, Nigmatulin
10. (77,50) Rembas, B. Jąder, Jany, Proch
11. (80,50) Paznikow, Wyglenda, Zb. Jąder, Kuzniecow
12. (80,00) M. Okoniewski, A. Heliński, Słowiński, Kuźmin (d) / A. Heliński za Błaszaka
13. (77,40) Rembas, J. Kowalski, Wyglenda, Słowiński
14. (80,50) Nigmatulin, A. Heliński, Proch, Zb. Jąder (u) / A. Heliński za Błaszaka
15. (79,50) Kuzniecow, Jany, M. Okoniewski, B. Nowak (u)
16. (80,50) Paznikow, Wilim, Kuźmin, B. Jąder (w)
17. (80,00) M. Okoniewski, B. Jąder, Zb. Jąder, J. Kowalski (d)
18. (78,10) B. Nowak, Paznikow, Proch, Słowiński (d)
19. (79,10) Rembas, Wilim, A. Heliński, Kuzniecow (u) / A. Heliński za Błaszaka
20. (76,50) Jany, Nigmatulin, Kuźmin, Wyglenda (d)

O Puchar ZMSP
21. (77,40) Rembas, Proch, Jany, M. Okoniewski (u)